# Solidaridad Internacional - Nazioarteko Elkartasuna
Solidaridad International - Nazioarteko Elkartasuna és una organització sense ànim de lucre que treballa amb la finalitat de secundar i donar veu a les persones més empobrides del món, en el marc de la Carta Internacional dels Drets Humans.

## Història i organització
L'organització va ser fundada en 1989 i té la seva seu a Bilbao. Un dels seus fundadors va ser el polític Niko Gutiérrez Saíz. Treballa en ajuda humanitària a tot el món (Bolívia, Bogotà, Colòmbia, Àfrica, ...).
En el 2020, l'estructura interna de l'organització era la següent: president, Benjamí Respaldiza Fernández; vicepresidenta, María Soledad Martínez Andrés; secretari, Paulino Antuñano Maruri; tresorer, Juan Carlos Pérez Cuesta (lletrat), i vocals, Amara del Carmen Sainz de Rozas Miñaur, María Milla Ortiz de Zárate, Carmen Vidal Marsal, Carmen García Roblas, Zigor Marcos Egurrola i María Asunción Martínez Andrés.